# Vijayapuri (North)
Vijayapuri (North) é uma vila no distrito de Nalgonda, no estado indiano de Andhra Pradesh.

## Demografia
Segundo o censo de 2001, Vijayapuri (North) tinha uma população de 19 333 habitantes. Os indivíduos do sexo masculino constituem 52% da população e os do sexo feminino 48%. Vijayapuri (North) tem uma taxa de literacia de 72%, superior à média nacional de 59,5%: a literacia no sexo masculino é de 81% e no sexo feminino é de 62%. Em Vijayapuri (North), 10% da população está abaixo dos 6 anos de idade.